# باشگاه فوتبال والشام لو ویلووس
باشگاه فوتبال والشام لو ویلووس (به انگلیسی: Walsham-le-Willows Football Club) یک باشگاه فوتبال در شهر والشام لو ویلووس، کشور انگلستان است که در سال ۱۸۹۰ میلادی تأسیس شده‌است.